# 梅北氏
梅北氏（うめきたし）は、日本の氏族の一つ。

## 起源
大伴氏の後裔・伴氏は、冷泉天皇の代、すなわち安和元年（968年）に河内守伴兼行が大宰府の大監となり、薩摩掾を兼ねて、翌2年薩摩国に下向し、鹿児島郡神敷村（現：鹿児島市伊敷）に館を建て、薩摩掾として事務を執った。館跡は伴掾御館（ばんぜおやかた）という遺跡名として残っている。一説では薩摩国総追捕使という、軍事・警察的役目を担っていたと言われている。長元9年（1036年）伴兼貞の時に大隅国弁済使となり、高山に拠点を移し、肝属郡を領した。弁済使とは下司とも呼ばれ、荘園管理事務を行う役目である。
その後、兼貞は都城盆地に島津荘を開拓した平季基の娘もしくは平季基の子・伊佐平次兼輔の娘を娶り、5子をもうけた。
伴兼貞は、長男兼俊に肝付宗家を継がせ、次男兼任を萩原に、三男俊貞を安楽に、四男行俊を出水に、5男兼高を梅北にそれぞれ配置して宗家の藩屏たらしめた。
兼貞は梅北城に在って、梅北地方の荘事を掌り、梅北氏を家号とした。また、神柱神社と八幡神社の斎宮介として、祭祀の事を掌った。

## 南北朝時代～戦国時代
南北朝期、肝付宗家は南朝方に与して島津氏と雌雄を争った。この時、梅北氏も南朝方に味方したために、足利尊氏が西下した際、梅北城は尊氏方の畠山直顕の有に帰したが、梅北氏はその後も勢力を保持していた。
戦国期に至り、薩摩の戦国大名島津氏は、天文（1532～1555年）末年のころより、薩隅日に割拠する国衆らを合戦で倒し、かれらの所領に家臣を地頭として配置していった。さらに、一時的には国衆に与えた所領も、機をみて取り上げ、島津氏の直轄地とし、外城を設け地頭を設置することがあった。その結果、島津氏は薩隅日の領国に、多数の地頭を配置することとなった。天正8年（1580年）の相良義陽討伐のために、島津氏が領国の全軍に令した動員は「薩隅日三州勢」であった。『肥後水俣陣立日記』には、国別び「諸城外地頭衆」の名が記されている。そのなかの薩摩領の一人として梅北国兼は湯尾地頭としてみえている。

## 梅北国兼
国兼は、宮内左衛門尉（くないざえもんのじょう）を称し、島津氏の有力家臣であった。
梅北兼弘の子として誕生した国兼は、天文23年（1554年）の岩剣城の戦いに始まり、弘治3年（1557年）の蒲生城陥落まで島津氏と薩摩蒲生氏の間で繰り広げられた合戦において目覚ましい功績を示し、大隅帖佐郷山田（現：鹿児島県姶良市）の地頭に任じられた。帖佐郷山田時代には北山地区の黒島神社の鎮座する玉城山（為朝城）を居城とした。
島津氏の北征では水軍を担当し、天正13年（1585年）の大友氏攻撃に際しては「御舟攻」を進言し、実際に天正6年（1548年）及び天正14年（1586年）の豊薩合戦で武功を上げている。
天正8年（1580年）に薩摩国菱刈郡湯之尾（現：鹿児島県伊佐市）の地頭（湯之尾城主）となった。

## 梅北一揆
天正20年（1592年）、豊臣秀吉の命により、佐敷城代加藤重次は加藤清正に従って文禄の役で朝鮮半島へ出陣していた。
文禄元年（1592年）国兼も朝鮮出兵のため、肥前国平戸に至ったが、6月「船待ち」と称して肥後葦北郡佐敷に留まり、入来院重時家老の東郷甚右衛門、新納旅庵と義兄弟の田尻但馬、大姶良地頭の伊集院三河守、さらに町人らもあわせて二千人余という大規模な一揆を起こした。国兼ら手始めには佐敷城留守居の安田弥右衛門のもとへ使者を遣わし、佐敷城を攻めた。留守を預かる坂井（境とも）善左衛門らは無勢のため城を明け渡し、6月15日に佐敷城は国兼の手に墜ちた。動機は、朝鮮出兵もしくは豊臣秀吉の支配に対する反発といわれる。国兼は翌16日、田尻をすでに渡海していた小西行長領の八代郡の麦島城の攻略に遣わし、国兼は肥後南部の一揆状況化を企て、配下の山蜘（やまくも）という男を近隣に差し向け、同心を募った。
しかし17日、国兼は清正の部下の佐敷留守居衆の策略によって殺され、一揆は僅か3日で崩壊したとされている（近年では佐敷城の占拠は15日間に及んだとする説も浮上しており、国兼は佐敷城占拠に730名を動員し、しかも別動隊として八代の麦島城攻めには1000人に及んだという）。佐敷城留守居の坂井善左衛門と安田弥右衛門らは、相良氏に応援を頼む一方、一計を案じた。女たちに「陣中見舞い」と称して鮒鮨と酒を持たせ、国兼ら一揆勢が酒に酔った隙に乗じて首を討ち取り城を奪回した。
一揆が失敗した最大の原因は、共闘を呼びかけた郷村の古侍層が決起せず、逆に一揆を攻撃する側に回ったことに求められる。
秀吉から「悪逆人」と名指しされた国兼をはじめ「同意奴原（どういやつばら）」もことごとく討ち取られた。国兼の首は唐津の名護屋城に届けられて浜辺にさらされ、胴体は佐敷五本松に埋められたという。墓標は平たい自然石で、銘は何もなかったといわれる。
梅北一揆は、秀吉の朝鮮出兵に抵抗した国内唯一の運動であったとともに、大規模なものとしては中世最後の国人一揆と位置付けられる。国兼の妻子以下一族は名護屋で磔刑、一揆の主な参加者も極刑に処せられた。

## 乱の結果
この一揆にかかわったということで、国兼の黒幕とされた島津歳久が詰め腹を切り、一揆に家臣が参加したという理由で、阿蘇宮司で当時十三歳の阿蘇惟光が熊本花岡山で斬首され、密謀の同盟者とされる佐賀の江上家種は、意外な変死を遂げるなど、どれも悲惨な決着をつけられている。
これ以上に哀れだったのは、梅北国兼の家族である。国兼は、このとき湯之尾の地頭だったが、身辺の重臣たちは、山田地頭時代の家来が多かったようで、一揆失敗の知らせは、姶良町史によれば、「国許（山田郷）の北山にも知らせの使者が七人出た。この人々は、やっと北山にたどり着き、国兼の奥方に密議の不成功と国兼の死を告げ、後は従容として『七ツ島』で切腹し、国兼に殉死したのである。」と記している。幸い子供たちは、追悼の目を逃れ、散りぢりになって生き長らえたという。だが、国兼の妻は捕らえられて名護屋城へ連行され、秀吉に仕えるよう強要されたがそれを拒み、衆人環視の中で、生きたまま火あぶりの刑に処せられている。
国兼の妻は死に及んでも取り乱さなかった。宣教師のルイス・フロイスは「日本史２」第三一章に以下のように書き残している。
「彼女は不思議なばかりの勇気をもって、当初から目を開き地面を見つめ、身動きもせず悲鳴や嘆声をあげることもなく、そのまま焼かれ、灰と炭骨と化するまで不動の姿勢を保っていた」

## その後
- 梅北一揆は九州の豊臣権力の根拠地を選んで起こされており、単なる朝鮮出兵拒否の反乱とはみられない。一揆鎮圧後、文禄3年（1594年）島津領、文禄4年（1595年）加藤領に対し太閤検地が行われた。梅北一揆は、統一政権確立への道をより確定的にする負の役割を果たした。

- 梅北国兼は死後、彼の旧領である大隅国帖佐郷山田庄馬場に「神」として祀られ、その徳がたたえられている。現在も鹿児島県姶良市北山の馬場の山中に、国兼を祀る梅北神社がひっそりと建っている[1]。神社の前面には、二基の石灯籠と「梅北神社」と雄渾に彫られた石碑が建っている。石灯籠には、貞享（1684年～1687年）と元禄（1688年～1703年）の記念碑があり、この神社はかなり古くから祭祀されていたことがわかる。境内には西郷従徳が揮毫した石碑がある。
- 一揆鎮圧後、梅北一族は隠れ住み、秀吉の死後に島津家に帰参したとされている。慶長14年（1609年）の薩摩藩の琉球侵攻では、加治木衆の一人として梅北照存坊兼次が従軍しており、識名原（現・那覇市識名）での戦いで討ち死にしている。現在も宮崎県内には『兼』を通字とする梅北一族は生きており、その血を現代に伝えている。